# Delta-Schleife
Als Delta-Schleife (auch  Delta-Loop) bezeichnet man Ganzwellenschleifen (Drahtlänge = Wellenlänge) in Form eines Dreieckes. Sie kann aus nur einem oder mehreren gespeisten Elementen (Strahler) bestehen. Zusätzlich können ein oder mehrere parasitäre Elemente (Direktoren und Reflektoren) die Richtwirkung und den damit verbundenen Antennengewinn erhöhen.

## Aufbau
Üblicherweise wird die Deltaschleife stehend, mit einer Spitze nach oben aufgebaut. Dies hat den Vorteil, dass für den Aufbau nur ein Mast, bzw. hoher Befestigungspunkt, benötigt wird. Baut man sie mit einer Spitze nach unten auf, bedarf es zwar eines höheren Aufwandes, jedoch erzielt man hierdurch eine größere relative Höhe über dem Erdboden, was eine meist erwünschte Flachstrahlung begünstigt. Gelegentlich werden sie auch liegend, parallel zum Erdboden, eventuell noch mit einem darunter ebenfalls liegenden parasitären Element, das als Reflektor dient, aufgebaut. Solche liegenden Delta-Schleifen sind als Steilstrahler optimiert.
Als Material für die Antenne kommt meist Aluminium- oder Kupferdraht zur Anwendung, der als Dreieck gespannt wird; seltener werden Rohre verwendet. Als Mastmaterial wird Holz und GFK der Vorzug gegenüber Metallkonstruktionen gegeben, da letztere dazu neigen die Strahlungseigenschaften der Antenne negativ zu beeinflussen.
Deltaschleifen werden, obwohl sie über eine Richtwirkung verfügen, meist fest installiert.

## Eigenschaften
Die Deltaschleife leitet sich von der Quadantenne ab und hat tendenziell vergleichbare Eigenschaften.
Bei Verwendung von Direktoren und Reflektoren sowie bei mehreren Strahlern (zwei oder mehr phasenverschoben gespeiste Elemente hintereinander) verändert sich das Richtdiagramm hin zu einer Keule. Durch die zusätzlichen (aktiven oder parasitären) Elemente erreicht die Quadantenne in dem abgestimmten Frequenzbereich einen relativ hohen Antennengewinn und eine stärkere Richtwirkung.
Während die gespeiste Schleife einen Umfang aufweisen muss, der einer Wellenlänge entspricht, ist die Länge der Direktoren etwas kürzer und die Länge des Reflektors etwas länger. Die genauen Längen werden von den Umgebungsbedingungen beeinflusst, daher ist meist eine Abstimmung am Montageort nötig. Der Ort der Speisung (eine Spitze, oder eine Drahtmitte) beeinflussen die Polarisation. Man unterscheidet Horizontal- und Vertikal-Polarisation.
Die Delta-Schleife ist wegen ihres elektrisch geschlossenen Aufbaus eine besonders ruhige Antenne. Sie empfängt weniger Störungen als offene Antennenformen, beispielsweise ist das typische Prasseln bei statisch aufgeladenem Regen- oder Schneefall zumindest deutlich geringer. Auch im Sendefall reduziert sie deutlich störende Beeinflussungen von elektronischen Geräten in der Nachbarschaft, die sich oft wegen technischer und konstruktiver Unzulänglichkeiten hierfür anfällig zeigen. Auch in relativ niedriger Höhe montiert gilt sie als guter Flachstrahler und eignet sich daher besonders für Weitverbindungen (DX). Da sie neben der gewünschten Polarisation noch einen gewissen Anteil an Streupolarisation erzeugt, reagiert sie weniger empfindlich auf Fading, was insbesondere bei Interkontinentalverbindungen vorteilhaft ist.
Bei liegenden Schleifen hat man einen idealen Steilstrahler, der sich insbesondere für laute und stabile Nahverbindungen eignet.

## Geschichte
Der Funkamateur W6DL schlug 1968 diesen Antennentyp, den er von einer Quadantenne ableitete, vor und nannte ihn Delta-Loop. In der Folgezeit haben viele Funkamateure mit diesem zunächst theoretischen Modell experimentiert und ihre praktische Brauchbarkeit und Qualitäten nachgewiesen sowie diverse Verbesserungen und Varianten dazu entwickelt.

## Anwendung
Delta-Schleifen kommen überwiegend im Amateurfunk, als weniger aufwendige Alternative zu den Quad-Antennen zum Einsatz. Wegen der bei Funkamateuren vorhandenen umfangreichen Erfahrungen und Literatur zu diesem Antennentyp, werden sie von Funkamateuren meist selbst gebaut und bis heute weiterentwickelt.